# Deport (Teksas)
Deport je grad u američkoj saveznoj državi Teksas. Prema popisu stanovništva iz 2010. u njemu je živjelo 578 stanovnika.